# Барбарівська волость
Барбарівська волость — історична адміністративно-територіальна одиниця Заславського повіту Волинської губернії з центром у селі Барбарівка. Наприкінці ХІХ ст. волость було ліквідовано, територія у повному складі відійшла до складу Славутської волості..
Станом на 1886 рік складалася з 6 поселень, 7 сільських громад. Населення — 4190 осіб (2073 чоловічої статі та 2117 — жіночої), 427 дворових господарств.
|                     | Площа, десятин | У тому числі орної, десятин |
| ------------------- | -------------- | --------------------------- |
| Сільських громад    | 3981           | 3397                        |
| Приватної власності | 9193           | 130                         |
| Іншої власності     | 124            | 92                          |
| Загалом             | 13298          | 3619                        |

Основні поселення волості:
- Барбарівка (Голики) — колишнє власницьке село при річці Горинь за 12 верст від повітового міста, 967 осіб, 106 дворів; волосне правління, православна церква, каплиця, лікарня, постоялий будинок, водяний млин, смоляний та хімічний заводи. За 10 верст - лісопильний завод.
- Радошівка — колишнє власницьке село при річці Горинь, 1177 осіб, 165 дворів, православна церква, 2 каплиці, школа, постоялий будинок, 2 водяних млмни, каменоломня.
- Сивки — колишнє власницьке село при річці Горинь, 426 осіб, 43 двіори, кладовище, постоялий будинок, 2 водяних млини.
- Цвітоха — колишнє власницьке село при річках Канава та Криничин, 531 особа, 60 дворів, православна церква, школа, постоялий будинок, 2 водяних млмни, винокурний завод.